# Analsex

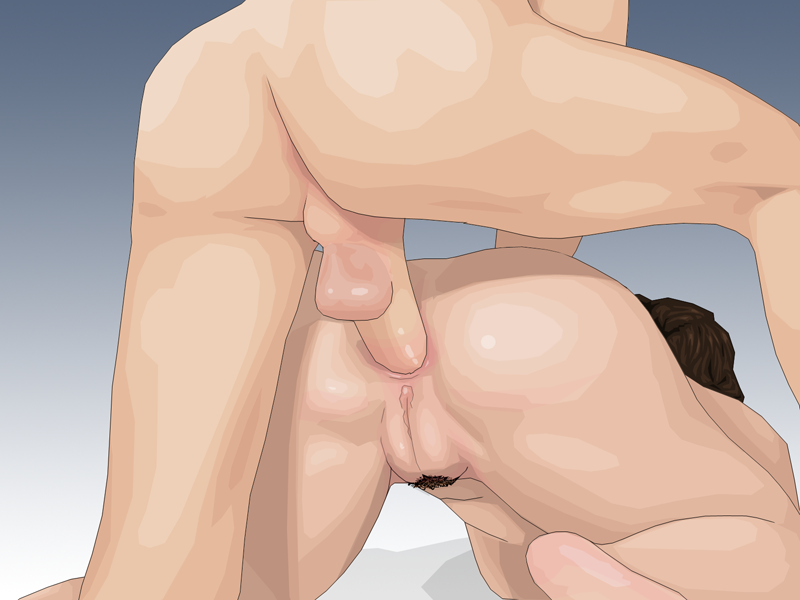

Analsex är en sexuell aktivitet där en part stimulerar sin partners anus, till exempel med hjälp av fingrar eller genom att föra in penis, tunga eller en penisattrapp i ändtarmsöppningen. Det förekommer såväl bland homosexuella som bland heterosexuella par.
De lustförnimmelser som kan upplevas vid analsex beror delvis på hudens känslighet runt ändtarmsöppningen och att bäckenbottenmuskulaturen töjs vid penetration av ändtarmens ringmuskel, vilket stimulerar det sympatiska nervsystemet. Hela området runt anus och könsorganen har nervtrådar som hänger ihop med varandra. Behaget vid analsex kan därför även kännas i och runt klitoris eller penis. Hos män kan prostatan stimuleras inifrån ändtarmen, vilket kan ge upphov till en särskild sorts prostataorgasm.
Prostataorgasmer känns starkare än penisorgasmer. De känns i hela kroppen och varar längre. Eftersom återhämtningstiden är kort så går det att få flera prostataorgasmer efter varandra, så kallade multipla orgasmer. 
En undersökning av Aftonbladet/United minds visar att analsex blir allt vanligare. Sveriges största studie om ungas sexvanor görs av Folkhälsomyndigheten. Där anger 40 procent i åldersgruppen 15–29 att de har provat analt samlag. Den siffran bortser dock från alla som provat att slicka (anilingus), fingra eller på annat sätt stimulera analen hos en partner.

## Hälsorisker

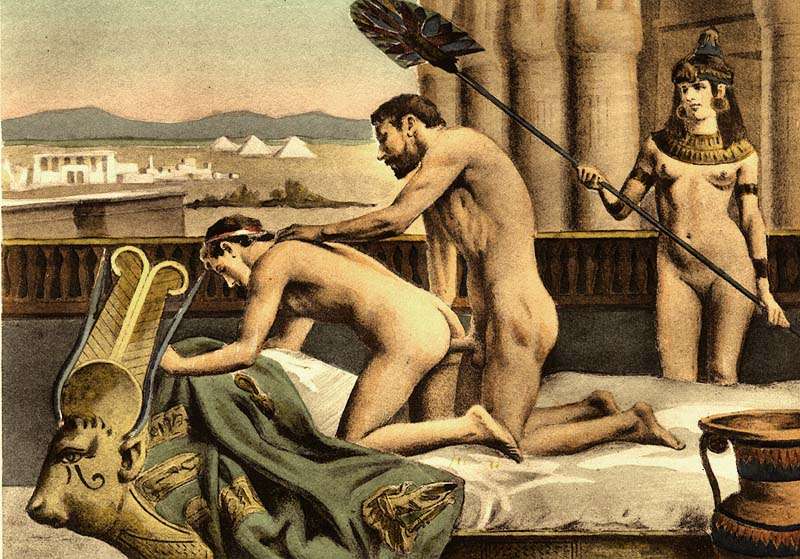
Analsex mellan Hadrianus och Antinous, av Paul Avril.

Analsex medför liksom vaginal- och oralsex risk att smittas med sexuellt överförbara infektioner. Risken att smittas av HIV är avsevärt högre vid analsex än vid vaginalt sex. För den som penetreras vid analsex bedöms risken vara cirka tio gånger högre än vid vaginalt sex. Detta beror till viss del på en något ökad risk för små skador på slemhinnor och penis, som leder till blodkontakt, men framförallt på att slemhinnorna i ändtarmen i högre grad tar upp HIV-viruset.
Den normala bakteriefloran i den kvinnliga slidan är helt olik tarmens normalflora. Om tarmflora hamnar i slidan kan det leda till en infektion i livmoderhalsen, livmodern, äggledarna samt urinröret och urinblåsan.
Det är mycket ovanligt med skador på ändtarmens slutmuskel (ringmuskeln), eller andra skador vid frivilliga analsamlag, detta oavsett hur ofta man har analsamlag. En bristande teknik, genom att använda för lite glidmedel eller genom att tränga in för snabbt, kan dock ge upphov till övergående blödningar eller göra analsamlaget obehagligt; slemhinnan i anus är kärlrik, och blödningar kan därför lätt uppstå. Läkningsförmågan är dock mycket god och blödningen upphör normalt sett tämligen omgående.

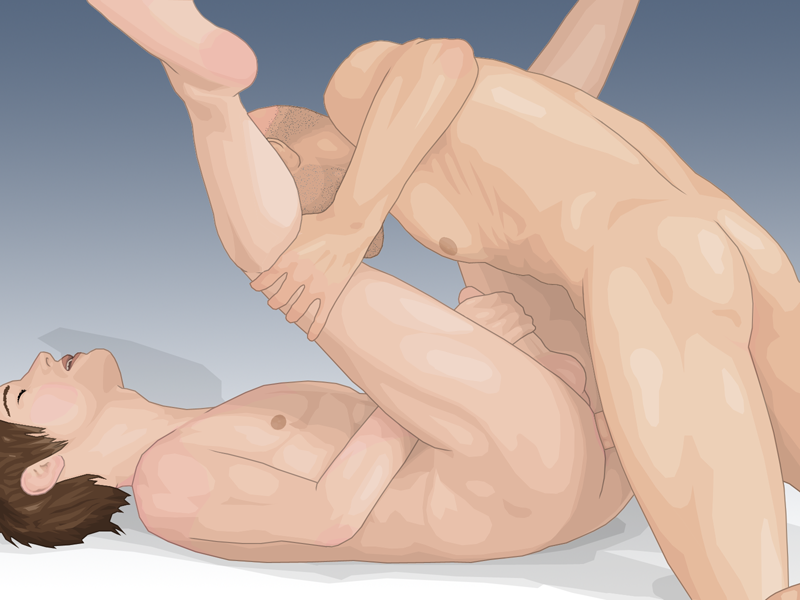
Illustrerad bild på två män som har analsex.

## Kulturell och symbolisk betydelse
I Sverige kallades analsex mellan män tidigare för sodomi, och ansågs vara en sexuell perversion. Analsex har emellertid dock aldrig varit uttryckligen olagligt i Sverige.[källa behövs]
I antikens Grekland var sexuella förhållanden mellan män, ofta innehållande analsex, högt ansedda (se pederasti). Även bland de japanska samurajerna var manlig homosexualitet mycket utbredd. En vanlig uppfattning i det äldre Japan var att könsumgänge med kvinnor var någonting för veklingar och ofrälse, understött av buddhismens tankar omkring kvinnors lägre natur. Även i Kina under Tangdynastin var manlig homosexualitet utbredd åtminstone i de högre samhällsskikten, och under den tidigare Handynastin var bisexualitet sedd som samhällelig norm.
Antik arabisk poesi antyder att manlig homosexualitet kan ha varit vanligt förekommande även i det arabiska språkområdet innan islams ankomst till området. Islam förbjuder analsex. Många av jordens kulturer har accepterat den inträngande partens roll, däremot har den penetrerade mannen ansetts förnedrad. Flera av vår tids fräckisar har som poäng att en (heterosexuell) man blir utsatt för analsex. Inom gaykulturen är analsex mellan män vanligt förekommande; det finns oftast ingen statusskillnad mellan rollerna i detta anala samlag.

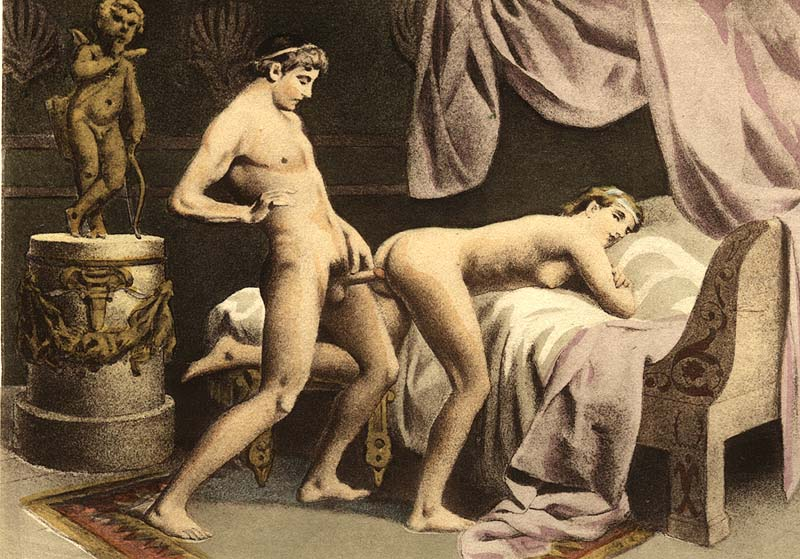
Analsex mellan Aloisio och okänd kvinna, av Paul Avril.

I många kulturer och samhällen där kvinnlig kyskhet är viktig och där det finns en felaktig tro på att hymens vara eller icke vara kan berätta om en kvinna har haft samlag eller ej, samt där preventivmedel och abort är förbjudna, använder heterosexuella par dessutom analsex som ett alternativ till vaginalt samlag för att undvika graviditet. Det är dock inte garanterat att analsex mellan man och kvinna inte leder till graviditet, då sperma kan komma från mellangården, och in i vaginan. Även kvinnlig penetration av mannens anus förekommer (vanligen kallat pegging), men det är oklart hur vanligt det är. I en svensk undersökning gjord av Folkhälsoinstitutet uppgav 4 procent av männen och 3 procent av kvinnorna att de hade haft analsex under den senaste 30-dagarsperioden.
Före/efter 2003 var analsex förbjudet i flera amerikanska delstater, i vissa (såsom Mississippi) både för heterosexuella och homosexuella, medan i andra (såsom Texas) bara för homosexuella. Straffskalan varierade mellan de olika staterna, men för de flesta var böter eller upp till fem års fängelse vanligast. I Idaho kunde man dock få livstids fängelse för brottet. År 2003 avgjorde den federala högsta domstolen att sådana lagar inte är förenliga med USA:s grundlag och samtliga lagar som förbjöd eller inskränkte analsex blev därmed ogiltiga. Många delstater i USA har dock inte följt högsta domstolens beslut och det är idag(2014) olagligt med sodomi i 12 delstater i USA.